# Polonia ai Giochi della XXXI Olimpiade
La Polonia ha partecipato ai Giochi della XXXI Olimpiade, che si sono svolti a Rio de Janeiro, Brasile, dal 5 al 21 agosto 2016.

## Atletica leggera
| Q | Qualificato al turno successivo per la posizione in qualificazione                                                           |
| q | Qualificato per il turno successivo per ripescaggio o, negli eventi su campo, conquistando la misura minima per qualificarsi |

Maschile
Eventi su pista e strada
| Atleta             | Evento      | Batteria  | Batteria  | Semifinale      | Semifinale      | Finale          | Finale          |
| Atleta             | Evento      | Risultato | Posizione | Risultato       | Posizione       | Risultato       | Posizione       |
| ------------------ | ----------- | --------- | --------- | --------------- | --------------- | --------------- | --------------- |
| Karol Zalewski     | 200 m piani | 20"54     | 5º        | Non qualificato | Non qualificato | Non qualificato | Non qualificato |
| Rafał Omelko       | 400 m piani | 45"54     | 4º q      | 45"28           | 7º              | Non qualificato | Non qualificato |
| Adam Kszczot       | 800 m piani | 1'45"83   | 1º Q      | 1:44.70         | 3º              | Non qualificato | Non qualificato |
| Marcin Lewandowski | 800 m piani | 1'46"35   | 2º Q      | 1'44"56         | 4º q            | 1'44"20         | 6º              |

Eventi su campo
| Atleta              | Evento                 | Qualifica | Qualifica | Finale          | Finale          |
| Atleta              | Evento                 | Misura    | Posizione | Misura          | Posizione       |
| ------------------- | ---------------------- | --------- | --------- | --------------- | --------------- |
| Karol Hoffmann      | Salto triplo           | 16,79 m   | 7º q      | 16,31 m         | 12º             |
| Sylwester Bednarek  | Salto in alto          | 2,22 m    | 30º       | Non qualificato | Non qualificato |
| Wojciech Theiner    | Salto in alto          | 2,22 m    | 25º       | Non qualificato | Non qualificato |
| Piotr Lisek         | Salto con l'asta       | 5,70 m    | 6º q      | 5,75 m          | =4º             |
| Robert Sobera       | Salto con l'asta       | 5,60 m    | 13º       | Non qualificato | Non qualificato |
| Paweł Wojciechowski | Salto con l'asta       | 5,45 m    | =16º      | Non qualificato | Non qualificato |
| Konrad Bukowiecki   | Getto del peso         | 20,71 m   | 6º Q      | NM              | NM              |
| Michał Haratyk      | Getto del peso         | 19,97 m   | 18º       | Non qualificato | Non qualificato |
| Tomasz Majewski     | Getto del peso         | 20,56 m   | 7º q      | 20,72 m         | 6º              |
| Piotr Małachowski   | Lancio del disco       | 65,89 m   | 1º Q      | 67,55 m         |                 |
| Robert Urbanek      | Lancio del disco       | 61,76 m   | 17º       | Non qualificato | Non qualificato |
| Łukasz Grzeszczuk   | Lancio del giavellotto | 76,52 m   | 31º       | Non qualificato | Non qualificato |
| Marcin Krukowski    | Lancio del giavellotto | 80,62 m   | 15º       | Non qualificato | Non qualificato |
| Paweł Fajdek        | Lancio del martello    | 72,00 m   | 17º       | Non qualificato | Non qualificato |
| Wojciech Nowicki    | Lancio del martello    | 77,64 m   | 1º q      | 77,73 m         |                 |

Eventi multipli
| Atleta          | Evento    | 100 m     | Lungo      | Peso        | Alto       | 400 m     | 110 ost.  | Disco       | Asta       | Giav.       | 1500 m      | Punteggio totale | Pos. |
| --------------- | --------- | --------- | ---------- | ----------- | ---------- | --------- | --------- | ----------- | ---------- | ----------- | ----------- | ---------------- | ---- |
| Paweł Wiesiołek | Decathlon | 10"88 888 | 6,73 m 750 | 14,17 m 739 | 2,01 m 813 | 50"18 806 | 15"09 839 | 48,32 m 835 | 4,50 m 760 | 56,68 m 688 | 4'42"77 666 | 7784             | 21º  |

Femminile
Eventi su pista e strada
| Atleta | Evento            | Batteria  | Batteria  | Semifinale | Semifinale | Finale          | Finale          |
| Atleta | Evento            | Risultato | Posizione | Risultato  | Posizione  | Risultato       | Posizione       |
| --- | ----------------- | --------- | --------- | ---------- | ---------- | --------------- | --------------- |
| Angelika Cichocka                                                                                           | 1500 m piani      | 4'11"76   | 5ª Q      | 4'17"83    | 12ª        | Non qualificata | Non qualificata |
| Sofia Ennaoui                                                                                               | 1500 m piani      | 4'06"90   | 3ª Q      | 4'05"29    | 6ª q       | 4'14"72         | 10ª             |
| Danuta Urbanik                                                                                              | 1500 m piani      | 4'08"67   | 9ª q      | 4'11"34    | 10ª        | Non qualificata | Non qualificata |
| Matylda Kowal                                                                                               | 3000 m siepi      | 9'35"13   | 8ª        | N.D.       | N.D.       | Non qualificata | Non qualificata |
| Emilia Ankiewicz                                                                                            | 400 m ostacoli    | 55"89     | 3ª Q      | 56"99      | 7ª         | Non qualificata | Non qualificata |
| Joanna Linkiewicz                                                                                           | 400 m ostacoli    | 56"07     | 1ª Q      | 55"35      | 3ª         | Non qualificata | Non qualificata |
| Agata Forkasiewicz Anna Kiełbasińska Klaudia Konopko Marika Popowicz-Drapała Katarzyna Sokólska Ewa Swoboda | Staffetta 4×100 m | 43"33     | 7ª        | N.D.       | N.D.       | Non qualificate | Non qualificate |
| Iga Baumgart Martyna Dąbrowska Małgorzata Hołub Ewelina Ptak Justyna Święty Patrycja Wyciszkiewicz          | Staffetta 4×400 m | 3'25"34   | 3ª Q      | N.D.       | N.D.       | 3'27"28         | 7ª              |
| Katarzyna Kowalska                                                                                          | Maratona          | N.D.      | N.D.      | N.D.       | N.D.       | DNF             | DNF             |
| Iwona Lewandowska                                                                                           | Maratona          | N.D.      | N.D.      | N.D.       | N.D.       | 2h31'41"        | 21ª             |
| Monika Stefanowicz                                                                                          | Maratona          | N.D.      | N.D.      | N.D.       | N.D.       | 2h32'49"        | 23ª             |
| Paulina Buziak                                                                                              | Marcia 20 km      | N.D.      | N.D.      | N.D.       | N.D.       | 1h35'01"        | 28ª             |
| Agnieszka Dygacz                                                                                            | Marcia 20 km      | N.D.      | N.D.      | N.D.       | N.D.       | DNF             | DNF             |
| Agnieszka Szwarnóg                                                                                          | Marcia 20 km      | N.D.      | N.D.      | N.D.       | N.D.       | 1h38'01"        | 44ª             |

Eventi su campo
| Atleta                  | Evento        | Qualifica | Qualifica | Finale  | Finale    |
| Atleta                  | Evento        | Misura    | Posizione | Misura  | Posizione |
| ----------------------- | ------------- | --------- | --------- | ------- | --------- |
| Anna Jagaciak-Michalska | Salto triplo  | 14,13 m   | 10ª q     | 14,07 m | 10ª       |
| Kamila Lićwinko         | Salto in alto | 1,94 m    | 9ª Q      | 1,93 m  | 9ª        |

## Nuoto
Maschile
| Atleta           | Evento             | Batterie | Batterie   | Semifinali      | Semifinali      | Finale          | Finale          |
| Atleta           | Evento             | Tempo    | Classifica | Tempo           | Classifica      | Tempo           | Classifica      |
| ---------------- | ------------------ | -------- | ---------- | --------------- | --------------- | --------------- | --------------- |
| Paweł Juraszek   | 50 m stile libero  | 22"50    | 35º        | Non qualificato | Non qualificato | Non qualificato | Non qualificato |
| Kacper Majchrzak | 200 m stile libero | 1'47"12  | 15º Q      | 1'46"30         | 10º             | Non qualificato | Non qualificato |
| Filip Zabrowski  | 400 m stile libero | 3'49"84  | 28º        | N.D.            | N.D.            | Non qualificato | Non qualificato |
| Wojciech Wojdak  | 400 m stile libero | 3'48"87  | 23º        | N.D.            | N.D.            | Non qualificato | Non qualificato |
| Marcin Stolarski | 100 m rana         | 1'01"06  | 29º        | Non qualificato | Non qualificato | Non qualificato | Non qualificato |

Femminile
| Atleta                                                          | Evento               | Batterie | Batterie   | Semifinali      | Semifinali      | Finale          | Finale          |
| Atleta                                                          | Evento               | Tempo    | Classifica | Tempo           | Classifica      | Tempo           | Classifica      |
| --------------------------------------------------------------- | -------------------- | -------- | ---------- | --------------- | --------------- | --------------- | --------------- |
| Anna Dowgiert                                                   | 50 m stile libero    | 25"54    | 37ª        | Non qualificata | Non qualificata | Non qualificata | Non qualificata |
| Aleksandra Urbańczyk                                            | 50 m stile libero    | 25"28    | 29ª        | Non qualificata | Non qualificata | Non qualificata | Non qualificata |
| Katarzyna Wilk                                                  | 100 m stile libero   | 55"44    | 29ª        | Non qualificata | Non qualificata | Non qualificata | Non qualificata |
| Alicja Tchórz                                                   | 100 m dorso          | 1'01"31  | 21ª        | Non qualificata | Non qualificata | Non qualificata | Non qualificata |
| Alicja Tchórz                                                   | 200 m dorso          | 2'11"40  | 20ª        | Non qualificata | Non qualificata | Non qualificata | Non qualificata |
| Katarzyna Baranowska                                            | 200 m misti          | 2'19"03  | 39ª        | N.D.            | N.D.            | Non qualificata | Non qualificata |
| Anna Dowgiert Alicja Tchórz Aleksandra Urbańczyk Katarzyna Wilk | 4×100 m stile libero | 3'41"43  | 15ª        | N.D.            | N.D.            | Non qualificate | Non qualificate |